# Consolidated Film Corporation
Consolidated Film Corporation foi uma companhia cinematográfica estadunidense da era do cinema mudo, que foi responsável por uma única produção, o seriado The Crimson Stain Mystery, em 1916.

## Histórico

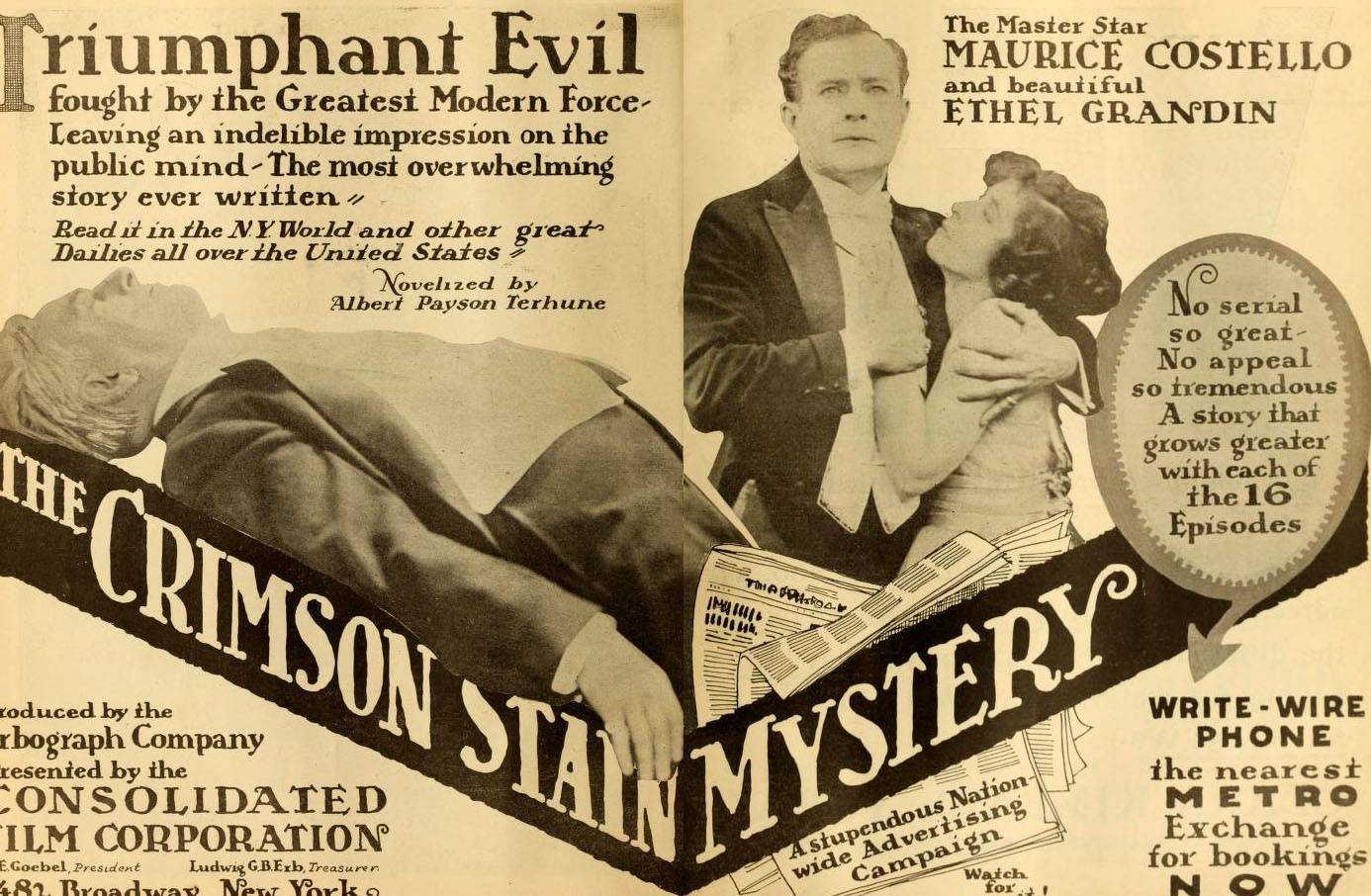
Anúncio do seriado The Crimson Stain Mystery, única produção do estúdio, em 1916.

Consolidated Film Corporation foi formada em junho de 1916, para produzir o seriado The Crimson Stain Mystery, que foi co-produzido com a Erbograph Company, e distribuído pela Metro Pictures Corporation. Seu presidente era Otto E. Goebel.